# Parnassius phoebus
Parnassius phoebus – gatunek motyla z rodziny paziowatych.
Występuje w Eurazji i Ameryce Północnej. Gąsienice żerują na skalnicy i rozchodniku.

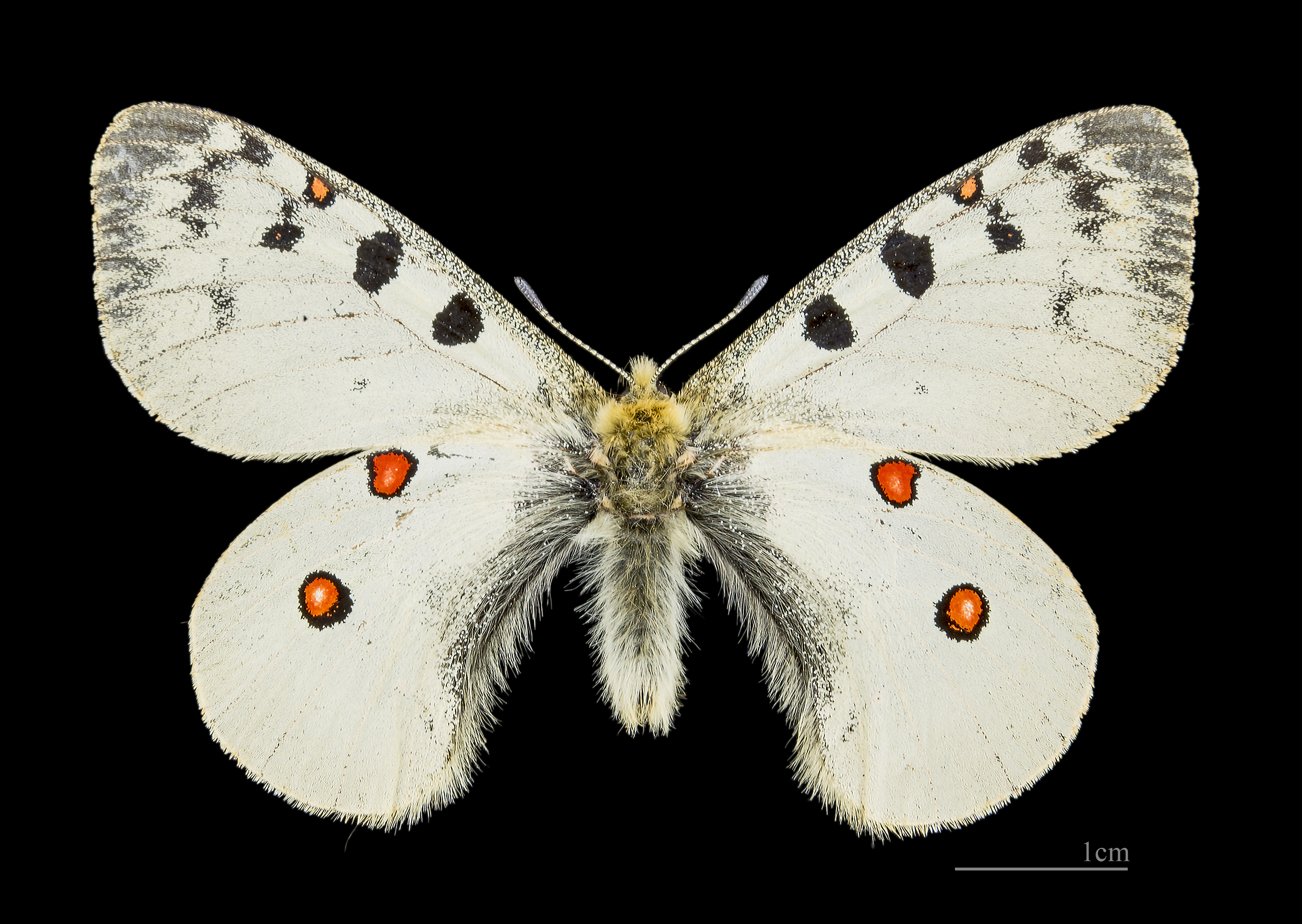
♂
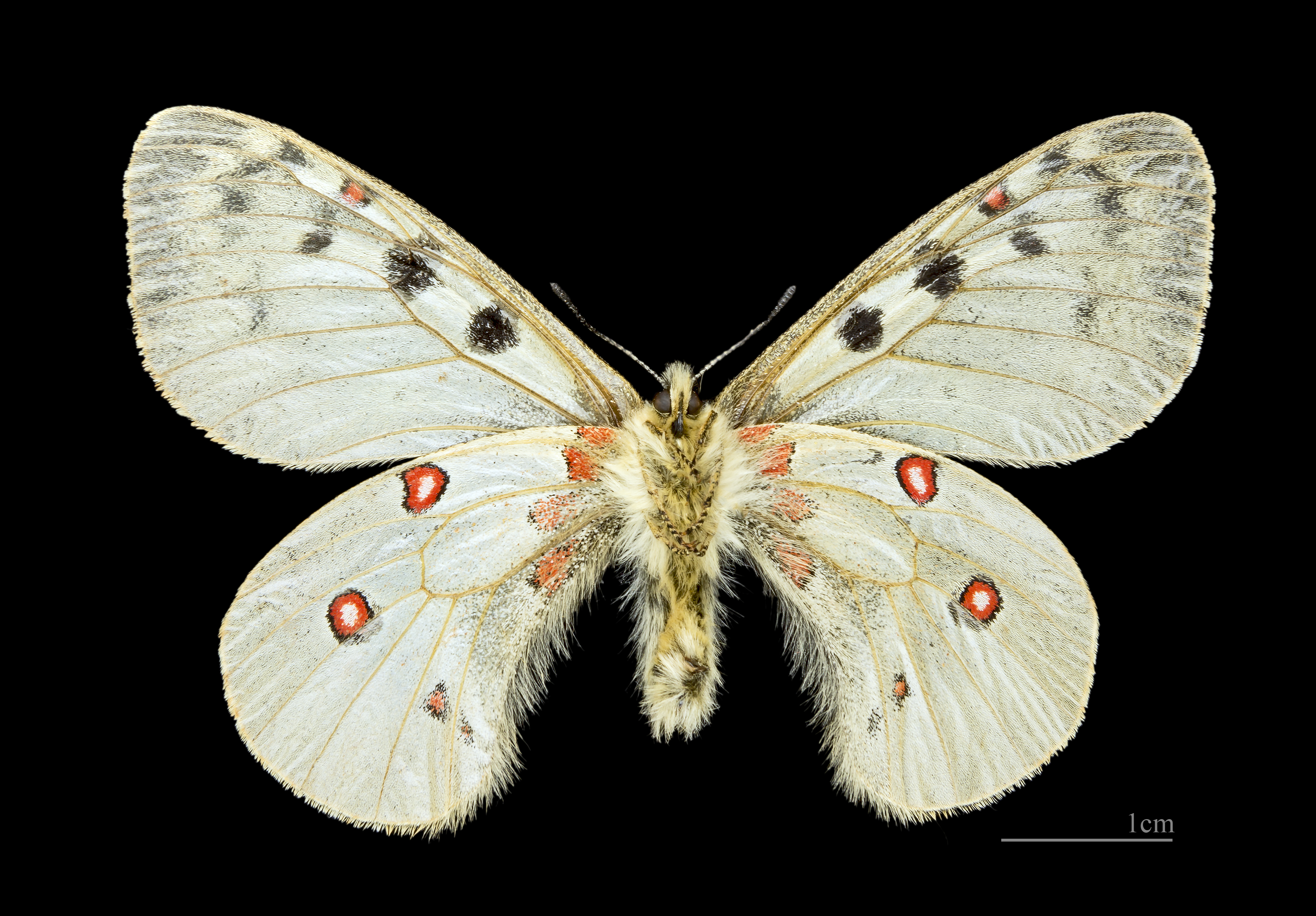
♂ △
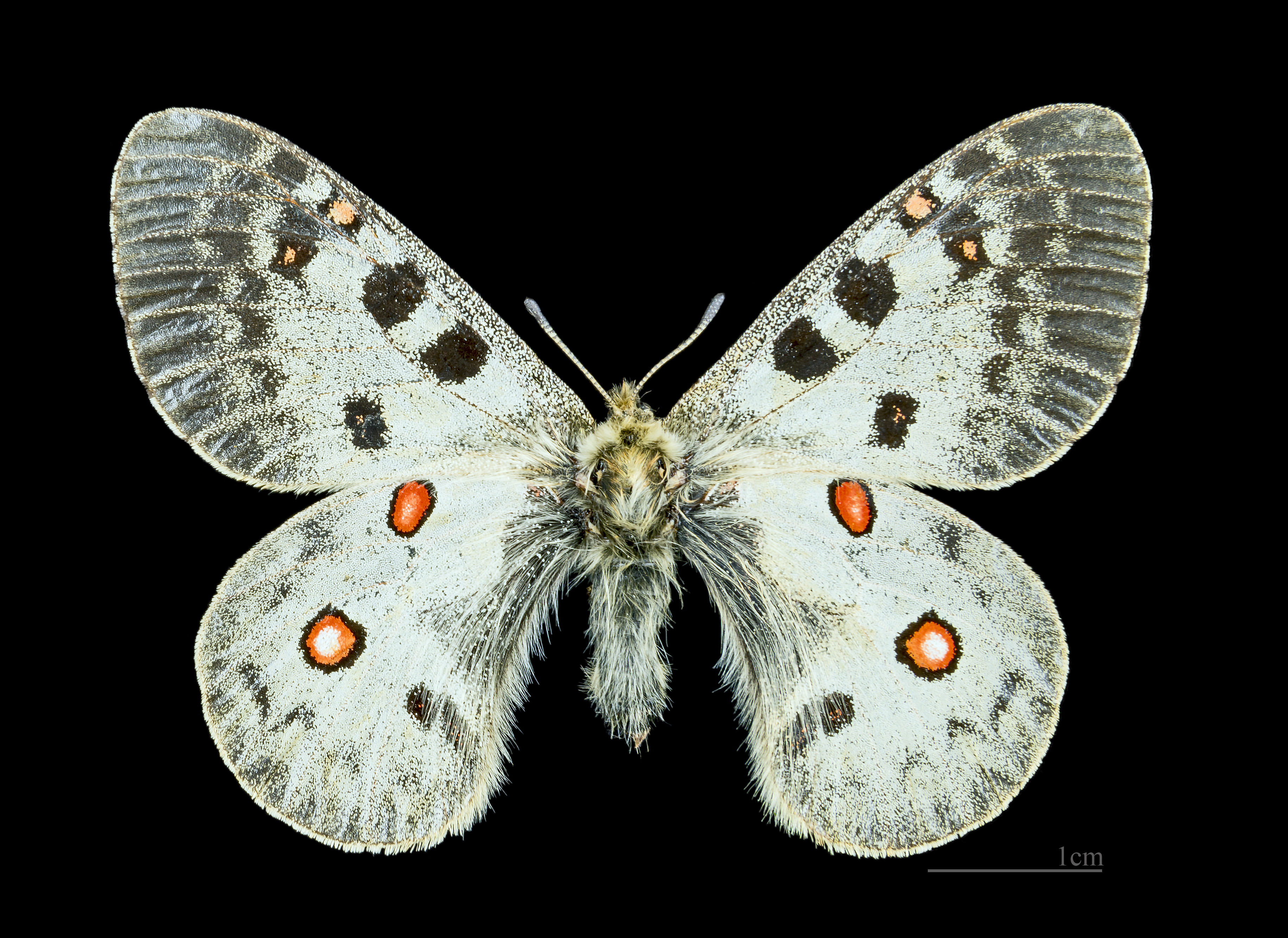
♀
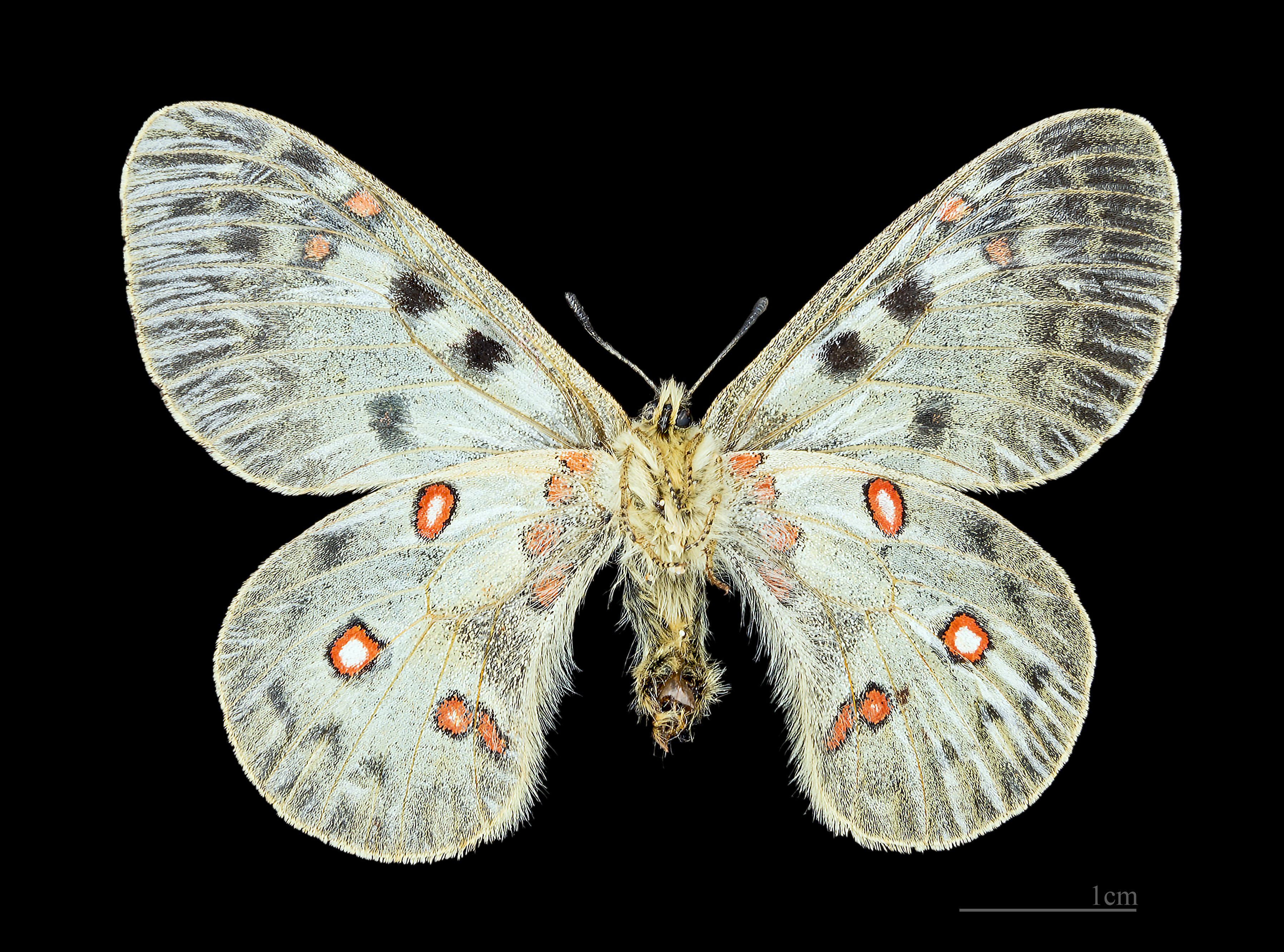
♀△